# ديموند غرين
ديموند غرين مواليد 15 يونيو 1979، هو لاعب كرة سلة ألماني بدأ مسيرته الاحترافية في سنة 1997 ويحمل الرقم 24.

## فرق لعب لها
- ألبا برلين
- بروس باسكتس
- بايرن ميونخ لكرة السلة

## روابط خارجية
- ديموند غرين على موقع الاتحاد الدولي لكرة السلة (الإنجليزية)
- ديموند غرين على موقع الدوري الأوروبي لكرة السلة (الإنجليزية)
- ديموند غرين على موقع كرة السلة الأوروبية.كوم (الإنجليزية)
- ديموند غرين على موقع ريلجم (الإنجليزية)
- ديموند غرين على موقع بروبوليرز (الإنجليزية)
- ديموند غرين على موقع سبورتس رفرنس (الإنجليزية)
- ديموند غرين على موقع أوليمبيديا (الإنجليزية)